# 윤한식
윤한식(尹漢殖, 1929~2008)은 한국과학기술연구원 명예 석좌연구원을 역임한 대한민국의 과학자다.

## 학력
- 1949~1955 서울대학교 섬유공학과 (학사)
- 1978∼1980 서울대학교 대학원 섬유공학과 (석사)
- 1980~1984 서울대학교 대학원 섬유공학과 (박사)

## 경력
- 1955~1961 부산사범학교 물리교사
- 1961∼1964 부산 (구)대원염료공업사 연구실장
- 1964~1967 부산 (구)범아합성화학공업사 기술상무
- 1967~1979 한국과학기술연구소(KIST) 선임연구원
- 1974~1974 미국 노스캐롤라이나 대학교 방문과학자
- 1979~1989 한국과학기술연구소(KIST) 책임 · 석좌연구원
- 1994~1999 KIST 명예연구원, 호서대학교 석좌교수

## 포상
- 1976 국무총리 표창
- 1984 국민훈장 목련장
- 1985 과학기자클럽, 제1회 올해의 과학자상
- 1987 대한섬유공학회 기술상
- 1992 과학기술자 공로연금 제1호 종신 수혜자
- 2022 대한민국 과학기술유공자

## 생애 및 업적
그는 신들린 사람처럼 연구에 매달렸던 천생 과학자였다. 실험실에 편광현미경 하나 놓지 못하는 어려운 환경에서도 시설과 돈이 없어 연구를 못 한다는 것은 핑계에 불과하다고 일침했던 그는 자신이 한 말처럼 한평생을 연구에 바쳐 기적의 섬유라 불리는 아라미드 펄프를 개발하며 세계적인 과학자로 1등의 자리에 우뚝 올라섰다. 정년퇴임 후에도 "지금부터야말로 진짜 연구를 해볼 때"라고 의욕을 보였던 진짜 과학자 윤한식. 누구의 연구를 답습하는 것이 아닌, 세상에 없는 자신만의 연구를 만들어갔던 그의 삶은 지금도 연구 현장에서 회자되고 있다.
윤한식 박사는 1929년 경상남도 함양에서 태어났다. 서울 중앙중고등학교와 서울대학교 공과대학 섬유학과를 졸업한 후 부산사범학교에서 6년간 물리 교사로 근무했던 그는 기술을 개발하고 싶다는 열망을 이기지 못하고 부산의 대원염료공업사의 연구실장으로 자리를 옮겨 일했다. 1965년에는 부산의 범아합성화학공업사에서 일했다. 회사의 설립에 적극적으로 참여했던 그는 기술상무로서 일했지만, 회사는 자금난 등으로 오래가지 못하고 이내 문을 닫게 되었다.
회사의 폐업으로 갈 곳이 없어진 그에게 새로운 기회가 찾아온 것은 이듬해였다. 1966년 설립된 한국 최초의 정부출연연구소인 KIST는 산업기술 연구개발을 목표로 인재들을 영입했다. 다년간 기업 현장에서의 연구개발 경험을 인정받았던 그 역시 KIST 연구원이 될 수 있었다. 입사 후 그는 산업 현장에서의 기술 문제 해결을 위해 불철주야 노력했다. 특히 평생을 섬유공학 연구에 바쳤던 만큼 그의 섬유에 대한 연구 열정은 남달랐다. 그의 최고 연구 업적인 고강도 아라미드 펄프 개발 역시 그의 인내와 끈기가 뒷받침 됐기에 가능한 성공이었다.
아라미드는 400∼500℃의 고온에서도 타거나 녹지 않으며, 5㎜ 정도 굵기의 가는 실로 2t의 무게를 들어 올릴 정도로 강해 기적의 섬유로 불린다. 자동차용 타이어코드, 방탄조끼나 헬멧, 미사일 발사용 총동, 여객기 동체, 자동차용 보강재 등 용도가 무한히 넓다. 1973년 미국 듀폰이 처음 상용화에 성공했다. 1970년대 당시 세계시장은 듀폰의 아라미드 섬유인 케블라(Kevlar)가 석권하고 있었다. 이에 윤 박사는 아라미드 섬유의 국산화를 위한 연구를 추진했고, 마침내 아라미드 섬유용 고분자 물질 합성에 성공한다.
연구 도중 뜻하지 않은 어려움도 많았다. 연구비 부족으로 연구를 지속할 수 없게 된 것. 그때 코오롱이 그의 연구를 본격 지원하기 시작했고, 아라미드 개발 프로젝트가 국책산업으로도 지정되며 연구는 탄력을 받기 시작했다. 1982년 윤 박사와 연구팀은 3년간의 연구 끝에 독자적인 제조공정을 개발해 아라미드 펄프를 생산하는 데 성공했다. 그가 개발한 제조공정은 방사 과정이 필요했던 기존의 공정과 달리 순수한 화학반응만으로 섬유를 만들 수 있게 한 것으로, 듀폰의 케블라 섬유의 생산 공정보다 단순하며 생산효율이 높고 생산 비용이 낮다는 강점이 있었다.
섬유 생산에서 방사 과정이 차지하는 비용 부담은 90% 정도에 육박하기 때문에 그의 연구가 산업 현장에 미칠 영향은 클 것으로 예상됐다. 그는 개발한 아라미드 펄프와 제조 공정을 각각 미국에 특허 출원했고, 1985년 4월 특허를 획득했다. 미국 이외에도 영국, 일본, 독일 등 7개국에 특허를 출원하며 개발에 대한 권리를 인정받았다. 케블라를 상용화하는 데 성공했던 듀폰도 그의 연구성과에 관심을 보이며 구매 의사를 여러 번 타진했지만, 그의 결심으로 1984년 연구를 지속적으로 지원해 준 코오롱이 기술을 넘겨받게 됐다. 이후 코오롱과 연구팀은 공동연구를 통해 파일럿 설비를 설치하고, 국내 최초로 아라미드 섬유의 필라멘트사를 시생산하는 데 성공하게 된다.
기술 구매에 실패한 듀폰은 그가 개발한 아라미드 펄프를 자신들의 기술을 도용해 개발을 했다는 이유로 특허 소송을 제기했다. 고부가가치 기술개발을 막기 위한 횡포와 다름없었다. 1986년부터 5년간 끈질기게 물고 늘어져 온 이 사건은 1991년 12월 6일 유럽특허청이 윤 박사 연구의 독창성을 인정하면서 마무리됐다. 그는 사건 해결을 위해 동분서주했다. 직접 유럽특허청 항소심판소 재판에 출두해 통역도 어려워하는 연구 내용을 영어로 설명하며 연구의 독창성을 이해시키려 노력 했다. 재판 승소의 배경에는 어려움 속에서도 포기하지 않았던 그의 끈기와 인내, 뚝심이 있었다.
아라미드 펄프 개발에 대한 논문은 1987년 국내 최초로 세계적 학술지인 『네이처 (vol.326 no.6113)』에 실렸다. 아라미드 섬유가 형성되는 과정이 자연 속의 섬유 형성 과정과 동일하다는 이론은 당시 전 세계적으로 큰 반향을 일으켰다. “내 연구는 실용적 의미보다 과학적 의미가 크다는 평가를 받고 있습니다. 섬유를 만드는 방법 자체를 완전히 바꾸어 놓는 것이지요. 이것은 인체의 피부 머리털 등 섬유질이 생성 되는 과정을 실험실에서 재현해 놓은 것과 같다고나 할까요. ……세계에서 가장 권위있는 국제 학술 저널이 내 연구를 취급해 준 것도 완전히 새로운 분야를 열었기 때문입니다.” (윤한식, 한국경제, “[서재한담] KIST 윤한식 박사..기적의섬유 아라미드펄프 개발”중)
아라미드 펄프 개발에 대한 논문은 1987년 국내 최초로 세계적 학술지인 『네이처 (vol.326 no.6113)』에 실렸다. 아라미드 섬유가 형성되는 과정이 자연 속의 섬유 형성 과정과 동일하다는 이론은 당시 전 세계적으로 큰 반향을 일으켰다. “내 연구는 실용적 의미보다 과학적 의미가 크다는 평가를 받고 있습니다. 섬유를 만드는 방법 자체를 완전히 바꾸어 놓는 것이지요. 이것은 인체의 피부 머리털 등 섬유질이 생성 되는 과정을 실험실에서 재현해 놓은 것과 같다고나 할까요. ……세계에서 가장 권위있는 국제 학술 저널이 내 연구를 취급해 준 것도 완전히 새로운 분야를 열었기 때문입니다.” (윤한식, 한국경제, “[서재한담] KIST 윤한식 박사..기적의섬유 아라미드펄프 개발”중)
그의 좌우명은 ‘쉬지 않고 하면 언젠가는 꿈이 이루어진다’였다. 윤 박사는 무엇인가에 끈기 있게 매달리면 반드시 무언가 이룰 수 있다는 신념을 지키며 솔선수범 실천했다. 무엇보다 누군가의 연구를 뒤따르는 것이 아닌, 스스로 정립한 이론에 근거해 연구를 진행하는 창조의 과정을 즐겼다.
본격적으로 연구를 시작한 것은 남들보다 늦었지만, 그의 연구성과는 늘 앞서 있었다. 그런 이유로 그에겐 많은 상이 뒤따랐다. 윤 박사는 1984년에 국민훈장 목련장을 받았고, 1985년에는 과학기자클럽이 주는 제1회 올해의 과학자상을 받았으며, 1992년에는 뉴욕과학아카데미 회원에 추대됐다. 그리고 정부는 1992년에 신설된 과학기술자 공로연금의 제1호 종신 수혜자로 그를 선정하며 섬유공학 연구에 일생을 바친 그의 공로를 인정했다.
“과학은 머리 좋은 사람만이 하는 학문이 아닙니다. 거의 누구나 평생을 투자해 끈질기게 매달리면 반드시 무언가 이루어놓게 되어있습니다. 과학적 성취는 머리나 운과는 관계가 없습니다. 물론 젊은이들이 끈기 있게 연구에 몰두하지 못하는 것은 주변 여건이 나쁜 탓도 있지만 본인들의 자세에도 문제가 있는 것입니다.” 그의 일침은 후학들의 연구 인생에 방향타가 되어 그들이 앎의 지평을 크게 확장하는 토대가 됐다. 우리나라 섬유공학을 세계적 수준으로 끌어올린 세계적인 연구자, 윤한식 박사. 뜨겁게 타올랐던 그의 연구 열정은 현재까지도 현장에 남아 후학들에게 이어지고 있다.